# Bob Brunning
Bob Brunning (Bournemouth, 29 giugno 1943 – Londra, 18 ottobre 2011) è stato un bassista britannico.

## Carriera
Inizia la sua carriera nei Fleetwood Mac, gruppo di cui è fondatore, ma che abbandona dopo pochi mesi. Si unisce quindi al gruppo blues rock Savoy Brown, che abbandonerà dopo poco tempo, sul finire degli anni 1960.